# Vi è ben noto
Vi è ben noto ist der Titel einer Enzyklika, die Papst Leo XIII. am 20. September 1887 an das italienische Episkopat sandte, sie trägt die Überschrift: „Über den Rosenkranz und das öffentliche Leben“.
„Euch ist wohlbekannt“ (Vi è ben noto …), beginnt der Papst, „welche Rettung und Wohlstand durch die glorreiche Jungfrau des Rosenkranzes für das Volk Christi, für den Frieden und die Ruhe der Kirche entstehen kann“. Außerdem ruft er für den kommenden Monat Oktober zur Intensivierung des Rosenkranzgebetes innerhalb aller italienischen Diözesen auf.
Gerade den Italienern käme eine besondere Bedeutung zu, denn es sei ihr Land, in deren Hauptstadt der Nachfolger Petri als Vikar der katholischen Kirche eingesetzt worden sei.
Es folgt abschließend der Aufruf, dem „Bösen“ entgegenzutreten und das „Übel“ dieser Welt zu beseitigen. Er ordne deshalb an, das Rosenkranzgebet in einem doppelten Zyklus zu verrichten.